# حيد وسط المحيط الأطلسي

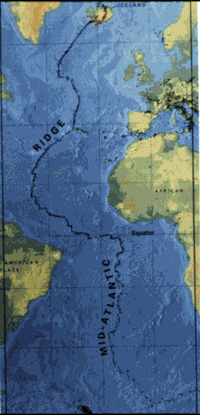
موقع حيد وسط الأطلسي

كانت هذا الحيد في مركز التفكك المحتمل لقارة بانجيا الذي بدء منذ نحو 180 مليون عام.

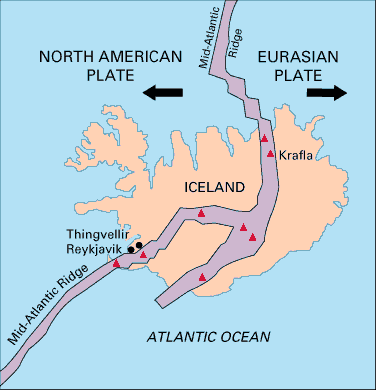
حيد وسط الأطلسي في أيسلندا

حيد وسط المحيط الأطلسي هو أحد حيود وسط المحيط، وهو عبارة عن حيد تباعدي بين الصفائح التكتونية الموجودة بطول أرضية المحيط الأطلسي، وجزء من أطول سلاسل الجبال في العالم، وهي تفصل بين الصفيحة الأوراسية وصفيحة أمريكا الشمالية في شمال المحيط الأطلسي والصفيحة الأفريقية عن صفيحة أمريكا الجنوبية في جنوب المحيط الأطلسي. وتمتد هذه القمة الجبلية من نقطة التقاء حافة جاكل (قمة وسط القطب الشمالي) شمال شرق جرينلاند جنوبًا إلى نقطة التقاء بوفيت الثلاثية في جنوب المحيط الأطلسي. رغم أن حيد وسط الأطلسي معظمها تحت الماء، إلا أن هناك أجزاء منها ارتفاعها يكفي لتظهر فوق سطح البحر. هذا القسم من تلك القمة الجبلية التي تعلو سطح البحر يشمل جزيرة أيسلندا ويسمى أيضًا قمة ريكجينس الجبلية. متوسط معدل تمدد القمة الجبلية تقريبًا 2.5 سم في العام.

## الاكتشاف
تم الاستدلال على وجود حيد تحت المحيط الأطلسي للمرة الأولى على يد ماثيو فونتين موري في عام 1850، ثم تم اكتشاف القمة الجبلية أثناء حملة تشالينجار في عام 1872. وقد اكتشف فريق من العلماء المشاركين في الحملة، والذين كان يقودهم تشارلز وايفيل تومسون ارتفاع كبير في منتصف المحيط الأطلسي أثناء استكشاف الموقع المستقبلي لكابلات التلغراف العابرة للمحيط الأطلنطي. وقد تم تأكيد تواجد هذه القمم الجبلية من خلال أجهزة الموجات فوق الصوتية عام 1925 وتم اكتشاف أنها تمتد حول رأس الرجاء الصالح إلى المحيط الهندي من خلال حملة النيزك الألمانية.
وفي الخمسينيات من القرن العشرين، أظهرت خرائط لقيعان المحيطات في الأرض رسمها بروس هييزين وموريس إيفينج وماري ثارب وغيرهم أن حيد وسط الأطلسي تحتوي على أعماق غريبة تشتمل على وديان وقمم جبلية، في حين أن الوادي الرئيسي نشط زلزاليًا وبعد بمثابة بؤرة زلزالية للعديد من الزلازل. وقد اكتشف أن إيفينج وهييزين أن القمم الجبلية هي جزء من نظام طويل ومستمر طوله 50 ألف كم من عرف محيطي وسطي على أرضيات كل المحيطات الموجودة في الأرض. وقد أدى اكتشاف نظام الحيد العالمي هذا إلى ظهور نظرية تمدد قاع البحار والقبول العام لنظرية الانجراف القاري لفاجنر والتمدد كتكتونيات الصفائح.

## السمات المميزة على طول الحيد
يشتمل حيد وسط الأطلسي على وادٍ عميق متصدع يمر عبر محور القمة الجبلية تقريبًا بكامل طولها، ويمثل هذا الصدع الحد الفعلي بين الصفائح التكتونية المجاورة، حيث تصل الصهارة من الغطاء إلى قاع البحر، حيث تثور في شكل حمم وتنتج موادًا جديدة للقشرة الأرضية للصفائح.
بالقرب من خط الاستواء، ينقسم حيد وسط الأطلسي إلى حيد وسط الأطلسي الشمالية وحيد وسط الأطلسي الجنوبية بينهما الخندق الرومانشي، وهو عبارة عن خندق ضيق تحت سطح البحر الحد الأقصى لعمقه هو 7758 م (25,453 قدمًا)، وهو واحد من أعمق المواقع في المحيط الأطلسي. ورغم ذلك، فإن هذا الخندق لا يعتبر بمثابة الحد بين صفيحة أمريكا الشمالية وصفيحة أمريكا الجنوبية، ولا بين الصفيحة الأوراسية والإفريقية.

## الجزر الموجودة في أو بالقرب من حيد وسط الأطلسي
الجزر من الشمال إلى الجنوب، مع ذكر أعلى القمم بها ومواقعها، هي:
نصف الكرة الأرضية الشمالي (حيد شمال الأطلنطي):
1. جان ماين (بيرينبيرج، 2277 م (في 71°06′N 08°12′W / 71.100°N 8.200°W)، في المحيط القطبي الشمالي
2. أيسلندا (هافانادالشنوكور في فاتناجوكول، 2109.6 م (في 64°01′N 16°41′W / 64.017°N 16.683°W)، تمر القمة الجبلية من خلالها
3. الأزور (بونتا دو بيكو أو بيكو ألتو في جزيرة بيكو، 2351 م، (في 38°28′0″N 28°24′0″W / 38.46667°N 28.40000°W)
4. سانت بيتر وصخور بول (الصخرة الجنوبية الغربية 22.5 م، في 00°55′08″N 29°20′35″W / 0.91889°N 29.34306°W)

نصف الكرة الأرضية الجنوبي (حيد جنوب الأطلنطي):
1. جزيرة أسينشين (القمة، الجبل الأخضر، 859 م، في 07°59′S 14°25′W / 7.983°S 14.417°W)
2. تريستان دا كونا (قمة الملكة ماري، 2062 م، في 37°05′S 12°17′W / 37.083°S 12.283°W)
3. جزيرة جوخ (قمة إدنبرة، 909 م، في 40°20′S 10°00′W / 40.333°S 10.000°W)
4. جزيرة بوفيه (أولافتوبين، 780 م، في 54°24′S 03°21′E / 54.400°S 3.350°E)

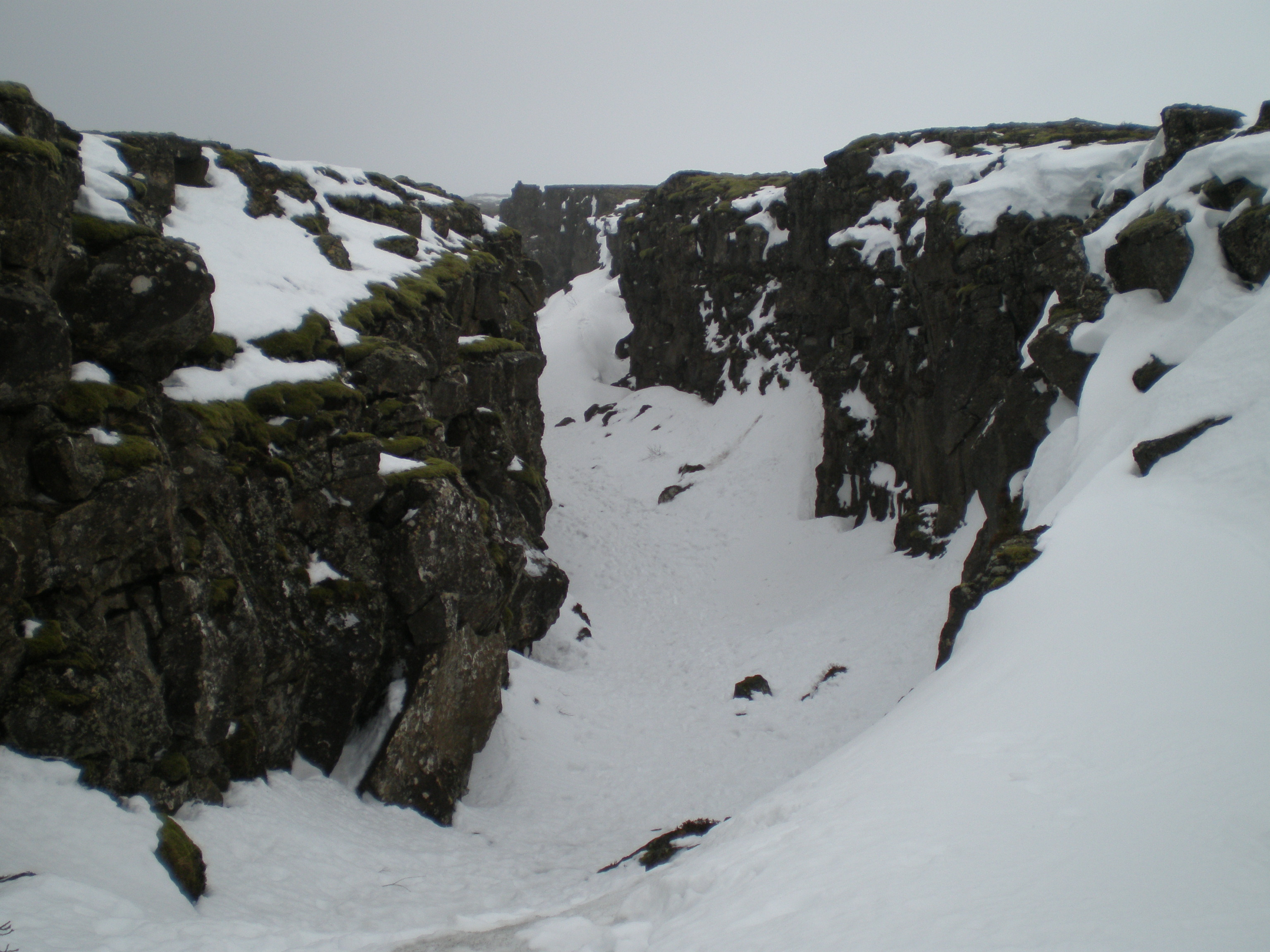
صدع عبر حيد وسط الأطلسي في أيسلندا

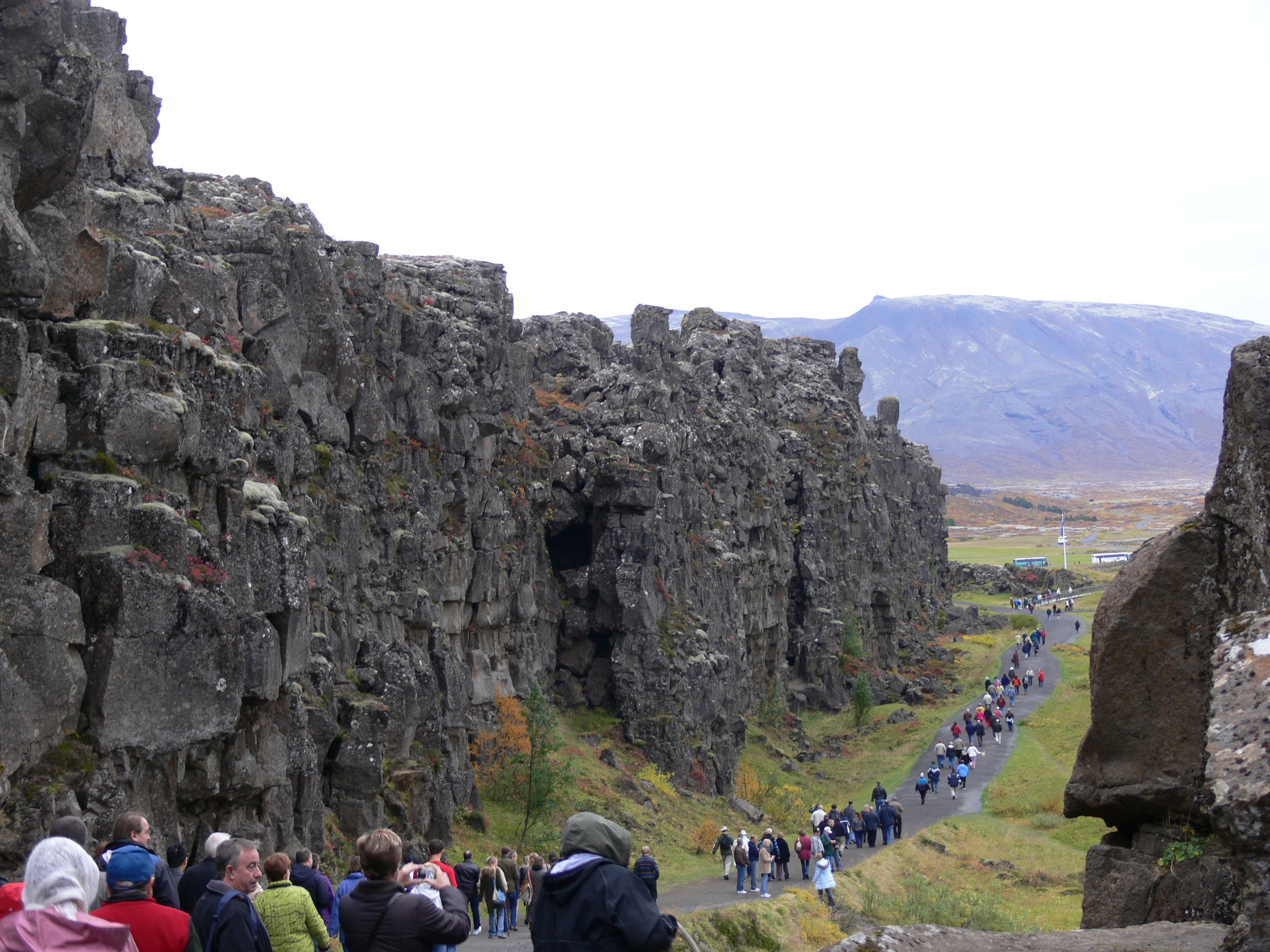
نتوء صخري في أيسلندا، ميزة سطحية مرئية في حيد وسط الأطلسي، بالحافة الموجودة في أقصى شرق صفيحة أمريكا الشمالية. وهي وجهة شهيرة للسياح في أيسلندا.

## الجيولوجيا
للاطلاع على شرح عام حول أعراف منتصف المحيطات، يرجى الاطلاع على حيد محيطي وسطي وتمدد قاع البحار
تتواجد الحيد فوق سمة جيولوجية يطلق عليها اسم مرتفعات منتصف المحيط الأطلسي، وهو عبارة عن نتوء متدرج بطول المحيط الأطلسي، حيث تقع الحيد أعلى هذا النتوء الخطي. ويُعتقد أن هذا النتوء قد نجم عن قوى حمل حراري متجهة لأعلى في الغلاف الموري أدت إلى دفع القشرة المحيطية وغلاف الأرض الصخري.
بدأ تكون هذا الحد التباعدي في فترة العصر الترياسي عندما التئمت سلسلة من الصدوع الأخدودية ثلاثية الوصلات في قارة بانجيا العملاقة. عادةً، كانت طرفان فقط من الثلاث يشكلان الحد التباعدي للصفائح. ويطلق على الطرف الثالث الأولاكوجين، وقد شكلت الأولاكوجين الخاصة بحيد وسط الأطلسي عددًا كبيرًا من وديان الأنهار الكبيرة التي نراها في الأمريكتين وأفريقيا بما في ذلك نهر المسيسيبي ونهر الأمازون ونهر النيجر.
تقع الحيد على عمق 2500 متر تحت سطح البحر، في حين أن جوانبها أعمق بمقدار 5000 متر.
ويعد حوض فندي في ساحل الأطلنطي في أمريكا الشمالية بين نيو برونزويك ونوفا سكوشا في كندا دليلاً على حيد وسط الأطلسي.

## وصلات خارجية
- MAR-ECO, a Census of Marine Life project on life along the Mid-Atlantic Ridge نسخة محفوظة 2 أبريل 2015 على موقع واي باك مشين.